# Burst
Burst — шведський музичний метал-гурт, заснований у 1993 році. На початковому етапі свого спільного творчого шляху музиканти грали хардкор, згодом змістилися у напрям пост-металу/металкору. Наприкінці 2008 року Burst були серед номінантів премії P3 Guld у категорії «Найкращий рок/метал-колектив». 30 липня 2009 року учасниками гурту було зроблене оголошення про те, що формація припиняє свою діяльність, а точніше бере безстрокову відпустку, після завершення туру Північною Америкою восени того ж року.

## Історія
Гурт було засновано у 1993 під назвою Dislars компанією друзів, що не ставили перед собою якихось конкретних цілей, а просто бажали грати швидку важку музику. Від початку їх музика була стилістично орієнтована на грайндкор та краст.

## Склад гурту
- Лінус Єгерског — вокал
- Роберт Рейнгольдс — вокал / гітара
- Юнас Ридберг — гітара
- Єспер Ліверед — бас-гітара
- Патрік Гультін — ударні

Колишні музиканти
- Ніклас Лундгрен — гітара (1993–1997)
- Ронні Челльбекк — додатковий вокал (1993–1996)
- Матс Юганссон — гітара (1997–1999)

## Дискографія
| Альбом                               | Рік  | Формат | Лейбл                   |
| ------------------------------------ | ---- | ------ | ----------------------- |
| Burst                                | 1995 | EP     |                         |
| Shadowcaster                         | 1996 | EP     | Birdnest Records        |
| Forsaken, Not Forgotten (з Lash Out) | 1998 | Спліт  | Impression Records      |
| Two Faced                            | 1998 | Альбом | Birdnest Records        |
| Conquest : Writhe                    | 2000 | Альбом | Prank Records           |
| Promo 2001                           | 2001 | Демо   |                         |
| In Coveting Ways                     | 2002 | EP     | Relapse Records         |
| Burnt by the Sun / Burst             | 2003 | Спліт  | Relapse Records         |
| Prey on Life                         | 2003 | Альбом | Relapse Records         |
| Burst / The Ocean                    | 2005 | Спліт  | Garden of Exile Records |
| Origo                                | 2005 | Альбом | Relapse Records         |
| Lazarus Bird                         | 2008 | Альбом | Relapse Records         |